# موت نيلسون
موت نلسون هي لوحة رسمها الرسام الفنان الأمريكي بنجامين ويست سنة 1806. في سنة 1770 ويست رسم موت الجنرال ولفي، ولكنها لم تعرض الحدث بشكل دقيق بل عرضته بالشل المثالي، وقد أضاف أشخاصاً لم يكونوا موجودين في الحدث الأصلي، مع ذلك أصبحت مشهورة جدا وقد قام ويست برسم خمسة نسخ على الأقل من هذه الوحه.

وفي سنة 1801 بعد مرور ثلاثة سنوات بعد معركة النيل، قابل وست هوراتيو نيلسون الذي أخبر ويست انه معجب بلوحته عن ولفي، وقد سأله لماذا لم يقم برسم لوحات مشابهه. ويست الذي كان رئيساً لأكاديمية الملكية في ذلك الوقت، أجاب بانه لم يجد موضوعا مماثل بتلك الأهمية أو الشهرة.بعدها عبر نلسون عن رغبته في أن يكون هو موضوع القادم من رسمة ويست. في سنة 1805 قتل نلسون في معركة ترافلجار، وفي غضون ستة أشهر قام وست بصنع هذه الوحه.وقد اثبتت شهرتها، عندما عرضها ويست في الاستديو الخاص به، في غضون شهر تمت مشاهدتها من قبل 30,000 عضو من العامة. مجددا عرضت اللوحة الحدث بشكل مثالي، وقد واجه ويست الكثير من المشاكل بسبب دقة التفاصيل في رسمه حيث رسم في اللوحة أكثر من 50 ناجي في المعركة، واقر بأنه رسم الحدث في اللوحة كما كان سيحصل؛ ليس كما حصل بالفعل ", صنع ويست لوحتان أخرى باستخدام نلسون كموضوع لها، موت اللورد نلسون على متن السفيه "النصر " وخلود نلسون، كلاهما موجودتان في المتحف البحري الوطني. انتج فنانون اخرون أعمال تصف نفس الحدث، احدهم هو ارثر وليان دفيس الذي رسم موت نيلسون 21اكتوبرعام 1805, الآن في متحف البحرية الوطني.كذلك دانيل مكلايز رسم موت نلسون، رسمها على جدار كبير في المتحف الملكي في قصر ويست منستر، الخبر النهائي لهذه اللوحة هو انها ملكت من قبل قاعة فن والكر في لفربول ومرسايسد وانقلترا اخذت من قبل المتحف في سنة 1892. لوحة ويست رسمت بالزيت على القماش وقياسها 182.5 سم (72 انش) ب 247.5سم (97 انش) وقد عرضت لمتحف فن والكر من قبل بريستو هيوز.

## قصته
اللورد نيلسون (29 سبتمبر 1758م- 21 أكتوبر 1805م) كان قائد البحرية الإنجليزية وتوفى في معركة طرف الغار والتي قاد بريطانيا فيها للانتصار على البحرية الفرنسية، وكانت من اللحظات الرئيسية في الحروب النابليونية، كان اللورد نيلسون واحدًا من أعظم القادة البحريين في بريطانيا كان له باع طويل في الحروب واكتسب سمعة باعتباره رجل تكتيكي، وكان يتحلى بقدر كبير من الشجاعة والإقدام.

وكانت قمة شجاعته وذكاءه العسكري في معركة طرف الغار Battle of Trafalgar ، حيث أنهى المعركة بانتصار بريطانيا الحاسم على أسطول نابليون ووقف التهديد الفرنسي، ولد في العام 1758م في برنهام ثورب نورفولك كان الطفل السادس بين 11 طفل أخر، التحق بالبحرية كمتدرب يعمل في أدنى الرتب البحرية.